# Grinder (vela)
In ambiente velico, con il termine grinder (che deriva dall'inglese to grind, "macinare"), si intende un verricello che viene usato sulle grandi barche da regata. È composto da una torretta, a cui si applicano due manovelle laterali, azionate da una o più persone;  il moto viene trasmesso alla campana del verricello tramite ingranaggi e cinghie di trasmissione. Ci sono anche sistemi a olio, di trasmissione del moto alla campana.
Per traslazione, con il termine si indica anche il membro dell'equipaggio che manovra il grinder. Generalmente il lavoro del grinder è molto faticoso; si deve avere infatti molta forza e scioltezza delle braccia e nelle spalle per ottenere buone e veloci manovre. Nelle competizioni di alto livello come l'America's Cup o la Prada Cup, un grinder, inteso come membro dell'equipaggio, arriva a consumare 5.000 kcal in un giorno; sono infatti decine le ore che un grinder passa in palestra per ottenere buoni livelli di forza, resistenza e scioltezza. Non è raro trovare grinder che provengono da altri sport, come il canottaggio.